# Francis Drake
Francis Drake (n. 1540, Tavistock, Devon, Regatul Angliei – d. 28 ianuarie 1596, Portobelo⁠(d), Viceregatul Peru, Imperiul Spaniol) a fost un corsar, navigator, neguțător de sclavi și om politic englez din era elisabetană.  El a fost al doilea comandant al flotei engleze ce a luptat împotriva flotei spaniole în 1588. A fost primul englez care a efectuat circumnavigația Pământului din 1577 până în 1580, iar la întoarcerea sa a fost făcut cavaler de regina Elisabeta I a Angliei. A murit de dizenterie, după ce a atacat fără succes San Juan, Puerto Rico în 1596.
Faptele lui sunt semi-legendare și au făcut din el un erou pentru englezi, dar pentru spanioli el era asemenea unui diavol. Drake a fost cunoscut ca și El Draque (Dragonul), care era traducerea literară a numelui său, datorită acțiunilor sale. Regele Filip al II-lea a oferit o recompensă de 20 000 de ducați (cam 10 mil. de dolari după standardele din 2007) pentru capul lui.
În timp ce în Anglia era plâns, în Spania era sărbătoare și bucurie.

## Nașterea și primii ani
Francis Drake s-a născut în 1540 în Crowndale în apropierea orașului Tavistock (comitatul Devon), într-o familie săracă de agricultori protestanți. A fost primul născut din cei 12 copii a lui Edmund Drake (1518-1585) și ai Mariei Mylwaye. A primit numele nașului său Francis Russel, al II-lea conte de Bedford. În timpul revoltelor catolice din 1549 familia a fost constrânsă să se refugieze în Kent.
La vârsta de 12 sau 13 ani se îmbarcă pe o navă comercială modestă și astfel începe cariera sa de marinar. Petrece începutul carierei în dificilele ape ale Mării Nordului, iar comandantul său este așa de mulțumit de conduita sa și impresionat de inteligența sa, încât îi lasă moștenire corabia.
La moartea căpitanului navei, preia comanda ambarcațiunii. Avea 20 de ani. La 23 de ani face prima sa călătorie în Lumea Nouă, cu o flotă deținută de familia Hawkins din Plymouth, în compania verișorului său sir John Hawkins.

## Căsătorie și familie

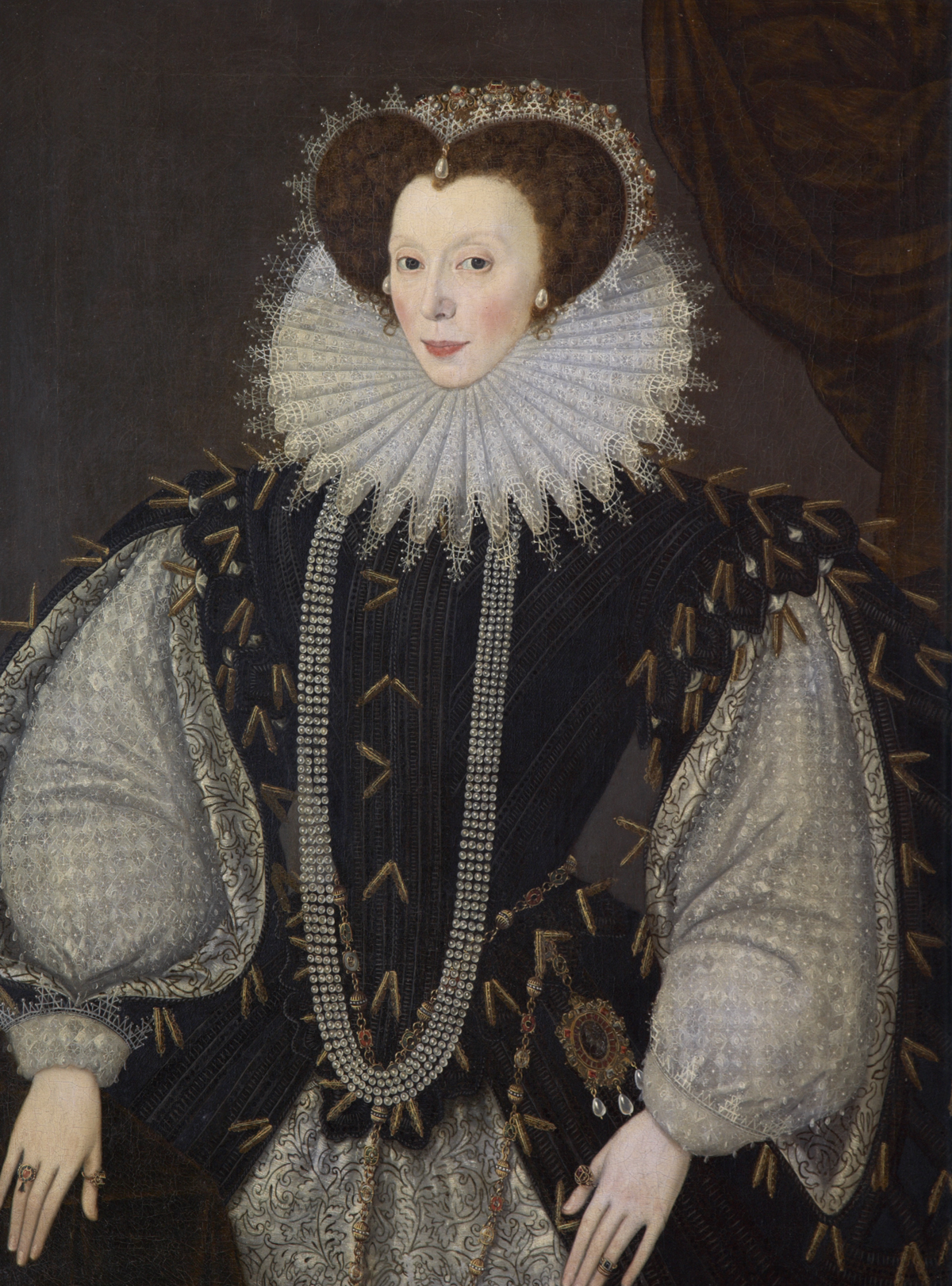
Elizabeth Sydenham, cea de-a doua soție a lui Francis Drake

Francis Drake s-a căsătorit în 1569 cu Mary Newman; ea a murit 12 ani mai târziu în 1581. În 1585 Drake s-a recăsătorit cu Elizabeth Sydenham. După moartea lui Drake, Elizabeth s-a recăsătorit cu sir William Courtenay. Drake nu a avut copii, iar la moartea sa averea și titlurile sale au fost moștenite de nepotul său, care se numea și el Francis.

## Cariera de navigator
În 1568 călătorește din nou cu flota Hawkins în Lumea Nouă și este făcut prizonier de către spanioli în portul San Juan de Ulua; a reușit să scape împreună cu Hawkins. Între 1570 și 1571 a  călătorit de două ori în Indiile de Vest, dar se știe puțin despre aceste călătorii. În 1572 întreprinde prima sa călătorie independentă. Drake a plecat din Plymouth în 24 mai 1572 cu un echipaj de 73 de oameni și două vase mici Pasha (70 de tone) și Swan (25 de tone), pentru a captura Nombre de Dios. Primul raid a avut loc în iulie 1572; Drake și oamenii săi au cucerit orașul și comoara lui. Când oamenii săi au văzut că sângera abundent fiind rănit, au insistat să se retragă pentru a-și salva viața și au renunțat la comoară. Drake a rămas un an în zonă pentru a încerca să captureze un transport al unei comori. În 1573 i se alătură Guillame Le Testu, un corsar francez, în atacul asupra unui convoi de catâri încărcați cu aur și argint. Drake și oamenii săi au pus mâna pe douăzeci de tone de aur și argint, iar o mare parte le-au îngropat.  (De aici poate au luat naștere mai târziu legendele despre comorile îngropate ale piraților). Rănit, Le Testu a fost capturat și decapitat mai târziu. Micul grup de aventurieri au târât cât au putut din comoară, pe un teren de aproximativ 30 kilometri, prin jungla din munți pentru a ajunge la ambarcațiunile lor. Când au ajuns pe coastă ambarcațiunile plecaseră. Drake și oamenii săi erau epuizați, înfometați și deprimați, nu aveau unde să meargă, iar spaniolii nu erau departe. În acest moment Drake și-a adunat oamenii, le-a ordonat să îngroape comoara pe plajă și au construit o plută. Apoi, cu doi voluntari a navigat zece mile de-a lungul coastei și au ajuns la nava amiral. Când a ajuns pe punte, oamenii săi alarmați când l-au văzut doar cu doi oameni l-au întrebat cum a mers, iar el i-a tachinat prefăcându-se dezamăgit. Apoi a râs și-a scos un colier spaniol de aur din jurul gâtului și le-a spus: "Călătoria noastră a reușit băieți!". S-au întors la Plytmouth în 9 august 1573.

### Circumnavigația pământului(1577-1580)

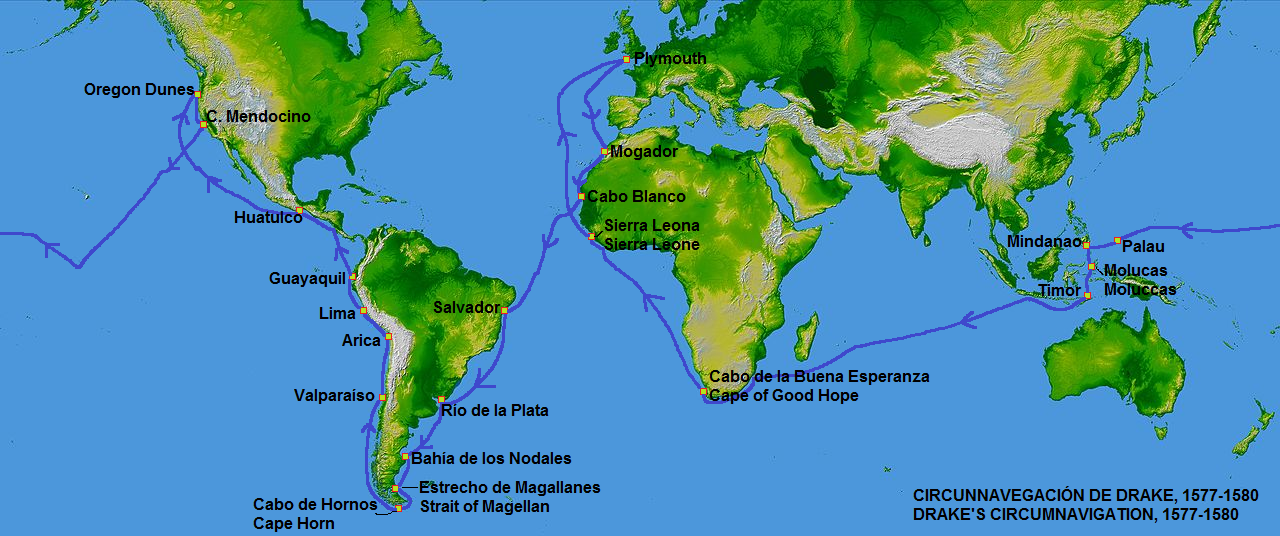
Harta cu traseul lui Drake

În 1577 Drake este trimis de  regina Elisabeta I într-o expediție împotriva spaniolilor, de-a lungul coastelor Americii de Sud ale Pacificului. El a plecat la 15 noiembrie 1577, dar din cauza vremii rele au fost nevoiți să se refugieze la Falmouth, Cornwall de unde s-au întors la Plymouth pentru reparații. După acest eșec, a plecat din nou în 15 decembrie, la bordul navei Pelican împreună cu alte patru nave și 164 de oameni. Puțin mai târziu a adăugat al șaselea vas, Mary (fosta Santa Maria), un vas comercial portughez pe care l-a capturat de-a lungul coastelor Africii, în apropiere de insulele Capului Verde, împreună cu pilotul navei, Nuno da Silva, care avea o vastă experiență în apele Americii de Sud. După ce au traversat Atlanticul, a fost nevoit să abandoneze navele Swan și Cristopher pe coasta orientală a Americii de Sud. În 18 iunie 1578 au ajuns în golful San Juan, în actuala Argentina, unde cu jumătate de secol mai devreme, Fernando Magellan executase câțiva răzvrătiți. Aici Drake și oamenii săi au găsit spânzurătorile spaniole în care atârnau încă schelete albite de vreme. Mai târziu, ca și Magellan, Drake l-a judecat pe Thomas Doughty pentru răzvrătire și l-a condamnat la moarte. Mary era în condiții proaste și a fost arsă. În timpul acestei escale, Pelican a fost rebotezată Golden Hind. Drake a luat decizia de a petrece  iarna (mai-august 1578) în golful San Juan înainte de a traversa strâmtoarea Magellan. La 20 august 1578 cele trei nave au pornit la drum, iar traversarea strâmtorii Magellan a durat 16 zile. La sud de Țara de Foc, Strâmtoarea Drake a fost botezată în onoarea sa în 1616.

### În Oceanul Pacific

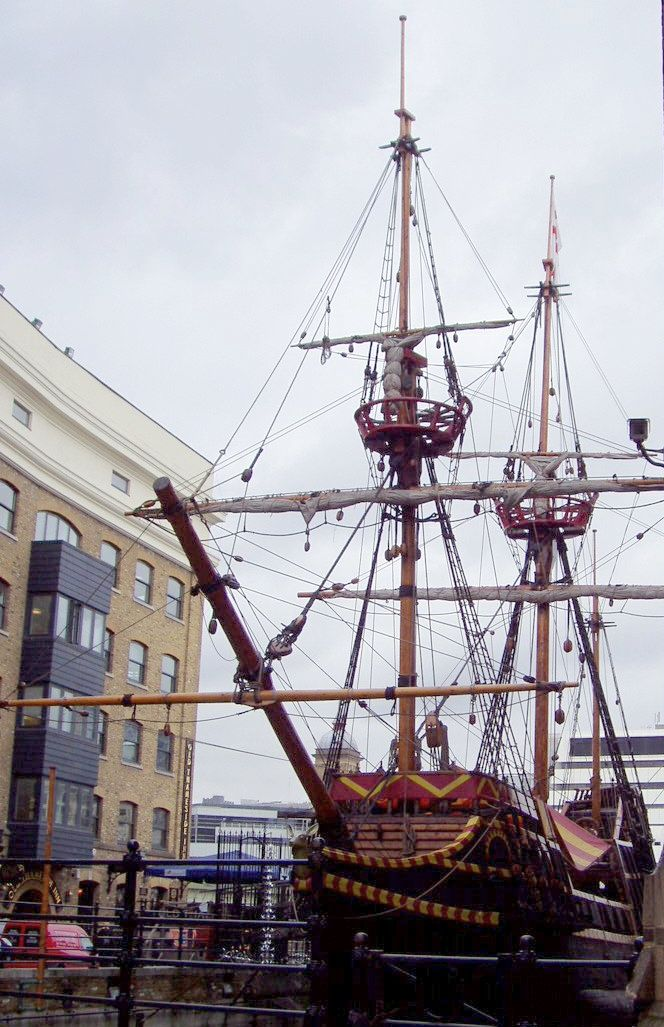
Copie a navei Golden Hind

Cele trei nave rămase, trecute de extremitatea sudică a continentului, au ajuns în Pacific, câteva săptămâni mai târziu (septembrie 1578). Dar o serie de furtuni puternice au distrus una dintre nave, Benedict și au forțat o altă navă Elizabeth să se îndepărteze (Elizabeth s-a întors în Anglia trecând prin strâmtoarea Magellan). Rămasă singură, Golden Hind a fost împinsă spre sud (ceea ce-i permite lui Drake să infirme ipoteza unui continent la acea latitudine) și Drake a descoperit o insulă pe care a numit-o Insula Elisabeta, în onoarea reginei. Ca și alți navigatori înaintea sa, Drake a ajuns probabil la o latitudine de 55 grade sud (conform datelor astronomice citate în Hakluyt The Principall Navigation, Voyages and Discoveries of the English Nation din 1589) de-a lungul coastei chiliene. În ciuda legendelor populare, este improbabil ca el să fi ajuns la Capul Horn sau la pasajul care îi poartă numele deoarece descrierile nu se potrivesc, iar camarazii săi au declarat că nu au văzut o mare deschisă. Primul raport despre descoperirea unui pasaj la sudul Țării de Foc, a fost scris în 1618 care povestește călătoria lui Willem Scouten și a lui Iacob Le Maire în jurul Capului Horn în 1616. În căutarea lui Elizabeth, Pelican redenumit Golden Hind ( în onoarea lui Cristopher Hatton, după stema sa) a navigat spre nord de-a lungul coastei Pacificului a Americii de Sud, au atacat porturile spaniole și au jefuit orașele. Mai multe nave spaniole au fost capturate și Drake a folosit hărțile găsite la bord, deoarece erau mai precise decât cele de care dispunea. La 25 noiembrie Drake a făcut o escală la Insula Mocha unde echipajul a făcut reparațiile necesare. În timpul explorării insulei, Drake a fost rănit la față de către mapuche, indigenii insulei, care i-au atacat. Mai târziu în portul Valparaiso, Drake a capturat o navă încărcată cu vin chilian.

### Capturarea comorilor spaniole

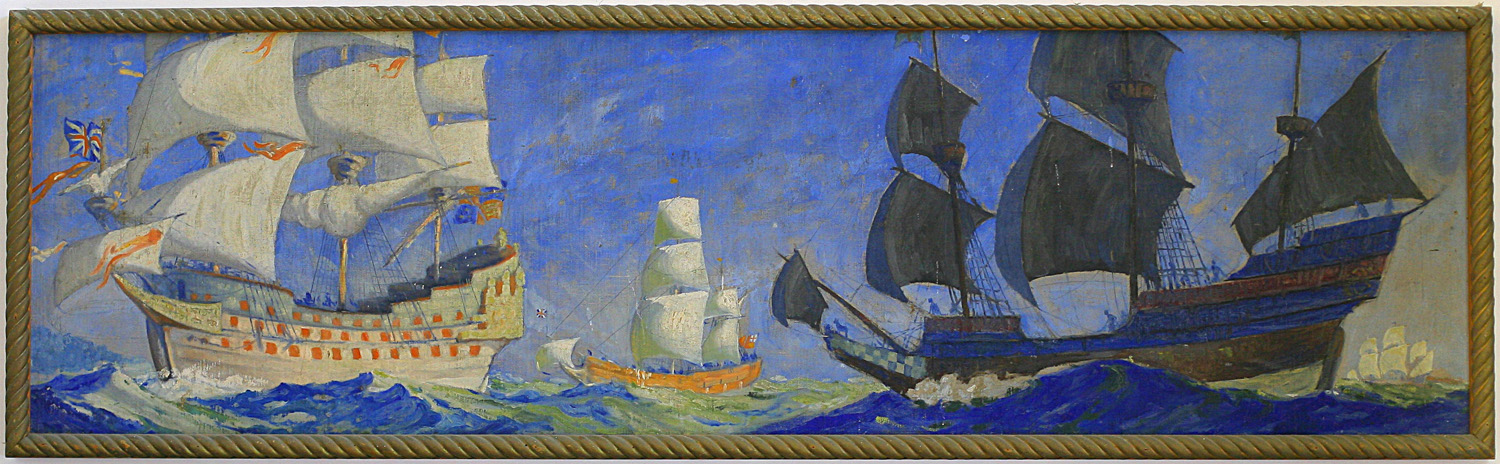
Golden Hind (Ciuta de aur), nava lui Drake

În 25 decembrie, în apropiere de Lima, Drake a capturat un vas spaniol Grand Captain încărcat cu 25000 de pesos de aur peruvian, reprezentând 37000 de ducați (7 milioane de lire sterline în zilele noastre). Drake a aflat de asemenea despre o altă navă Nuestra Señora de la Concepción, pe care Drake a numit-o Cagafuego și se lansează în urmărirea ei. În noaptea de 1 martie Drake o capturează. La bord au găsit 36 de kilograme de aur pur, un crucifix de aur, bijuterii, 13 cufere pline cu reali de argint și 26 de tone de argint. Conținutul navei a fost estimat la 400000 de pesos. Mulțumit de norocul său Drake a hotărât să cineze cu echipajul navei capturate. Puțin mai târziu prizonierii spanioli au fost debarcați, iar Drake le-a dat fiecăruia un cadou în funcție de rangul său și un bilet de liberă trecere.

### Coasta Californiei:New Albion 1579
. Cu toate aceste bogății la bord, Drake a decis să se întoarcă în Anglia. A luat decizia să treacă prin ipoteticul pasaj din nord-vest contrar lui da Silva, care insista să traverseze Pacificul. Vasele au urcat până la actuala insulă Vancouver, sau poate chiar în Alaska. La 26 mai, din cauza vremii au făcut cale întoarsă. În 17 iunie 1579 ancorează undeva în nordul posesiunilor spaniole la Point Loma, San Diego în Alta California. Găsind un port bun, au debarcat, au reparat vasele și au făcut aprovizionarea; s-au oprit un timp datorită relațiilor amicale cu amerindienii din partea locului. Drake a pus stăpânire pe aceste pământuri în numele coroanei britanice și a Sfintei Treimi și a numit-o cu numele latin al Marii Britanii, New Albion  (Albion era vechiul nume Marii Britanii). Unii istorici au afirmat că Drake a lăsat aici o parte din oamenii săi cu intenția de a forma o colonie, dar această ipoteză a fost abandonată. Locația exactă a portului a fost păzită cu grijă, pentru a păstra secretul față de spanioli și poate mai multe hărți Drake au fost modificate. Toate mărturiile directe ale acestei călătorii, inclusiv jurnalele de bord, picturi și hărți, au fost distruse în timpul incendiului palatului Whitehall în 1698. Astăzi Drake Bay, este recunoscut oficial drept locul în care a debarcat Drake și a fondat New Albion, de către National Historic Landmark.

### Traversarea Pacificului și înconjurul Africii
La 23 iulie nava a părăsit colonia și a început traversarea Pacificului. În 30 septembrie au ajuns în Insulele Mariane, în 3 noiembrie în Insulele Moluce, un grup de insule situat în sud-vestul Pacificului în actuala Indonezia, unde au cumpărat condimente. În 18 ianuarie 1580, Golden Hind a fost prins într-un recif în apropierea insulei Sulawesi. Echipajul a așteptat trei zile o maree favorabilă și au încercat să ușureze vasul aruncând din mărfuri. Drake și oamenii săi s-au împrietenit cu sultanul locului și s-au implicat în unele intrigi cu portughezii care se aflau acolo. Vasul a reușit într-un final să plece și a ajuns în Java în 12 martie. În 15 iunie au trecut de Capul Bunei Speranțe, iar în 22 iulie au ajuns la Sierra Leone.

### Întoarcerea la Plymouth 1580

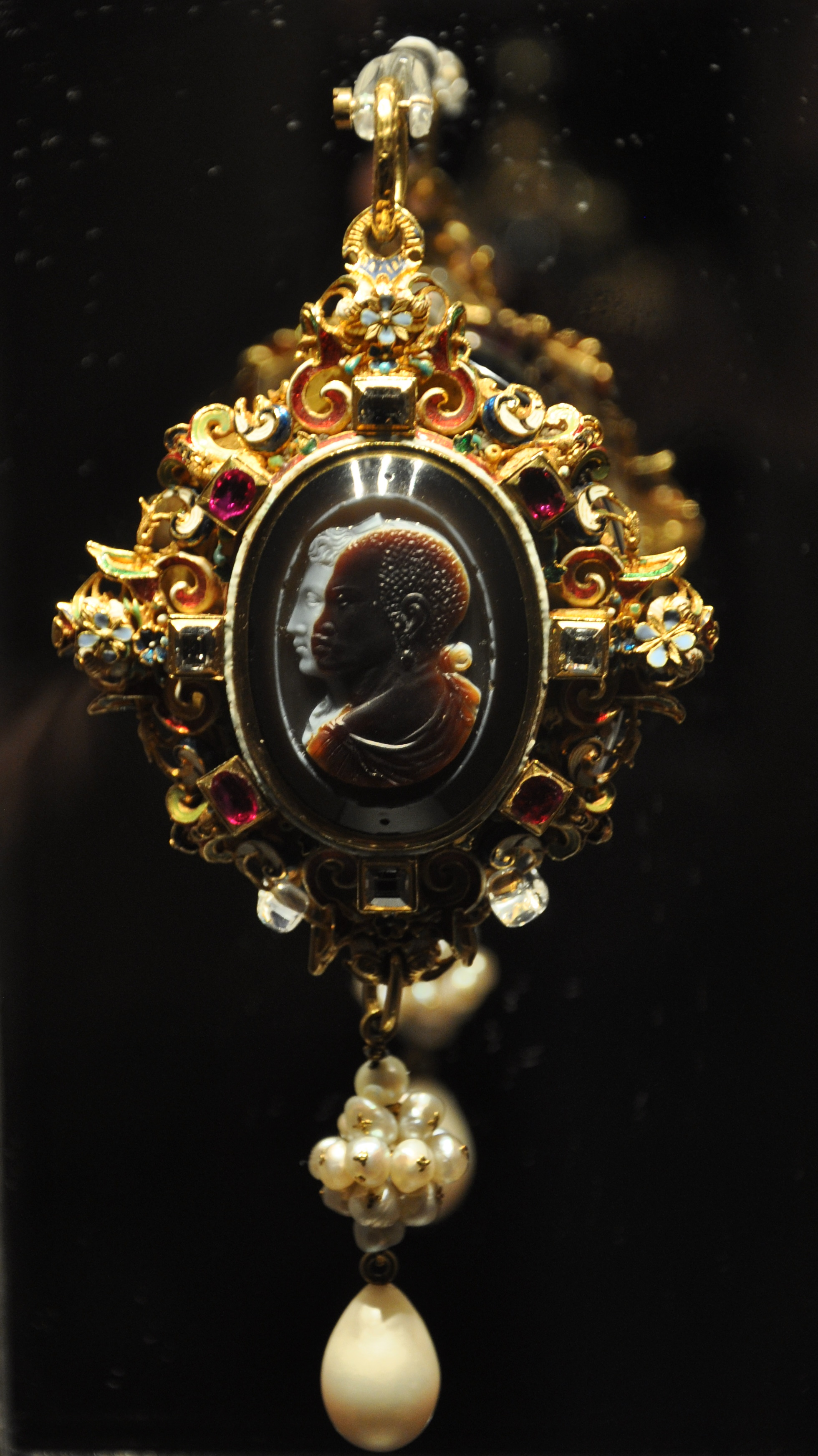
Drake Jewel (Bijuteria Drake), oferită de Elisabeta I a Angliei lui Drake, Victoria and Albert Museum, Londra

La 22 august au ajuns în Insulele Canare și în 26 septembrie 1580 Drake a aruncat ancora la Plymouth, Anglia cu 59 de supraviețuitori la bord. Nava era plină cu condimente și cu comorile spaniole capturate în America de Sud. Jumătatea din pradă care a fost oferită reginei, depășea veniturile coroanei pentru tot anul 1580. Drake a fost sărbătorit ca primul englez care a efectuat circumnavigația pământului și al doilea care s-a întors dintr-o astfel de călătorie cu cel puțin o navă intactă după Juan Sebastián Elcano în 1522. Regina Elisabeta I a Angliei a ordonat ca toate relatările scrise ale acestei călătorii să fie declarate "secrete ale regatului". Drake și oamenii săi au fost puși să jure că vor păstra secretul despre ceea ce au văzut sub pedeapsa cu moartea. De asemenea regina a încercat să țină secrete explorările lui Drake față de spanioli. Drake i-a dăruit reginei o bijuterie care comemora circumnavigația sa: luată ca un premiu din Mexic, era din aur emailat cu un diamant african și o navă din lemn de abanos. La rândul ei regina i-a dăruit o bijuterie Drake Jewel, ceea ce era un lucru neobișnuit pentru un om de rând și pe care Drake a purtat-o cu mândrie. Pe o parte era portretul în miniatură al reginei, pictat de miniaturistul Nichollas Hilliard, iar pe cealaltă parte o camee din onix reprezentând un dublu portret al unei regine și a unui bărbat african. Drake Jewel, cum este cunoscută astăzi, este una din puținele bijuterii din secolul al XVI-lea, care au supraviețuit până în zilele noastre. Se află la Victoria and Albert Museum, la Londra.

## Drake devine cavaler

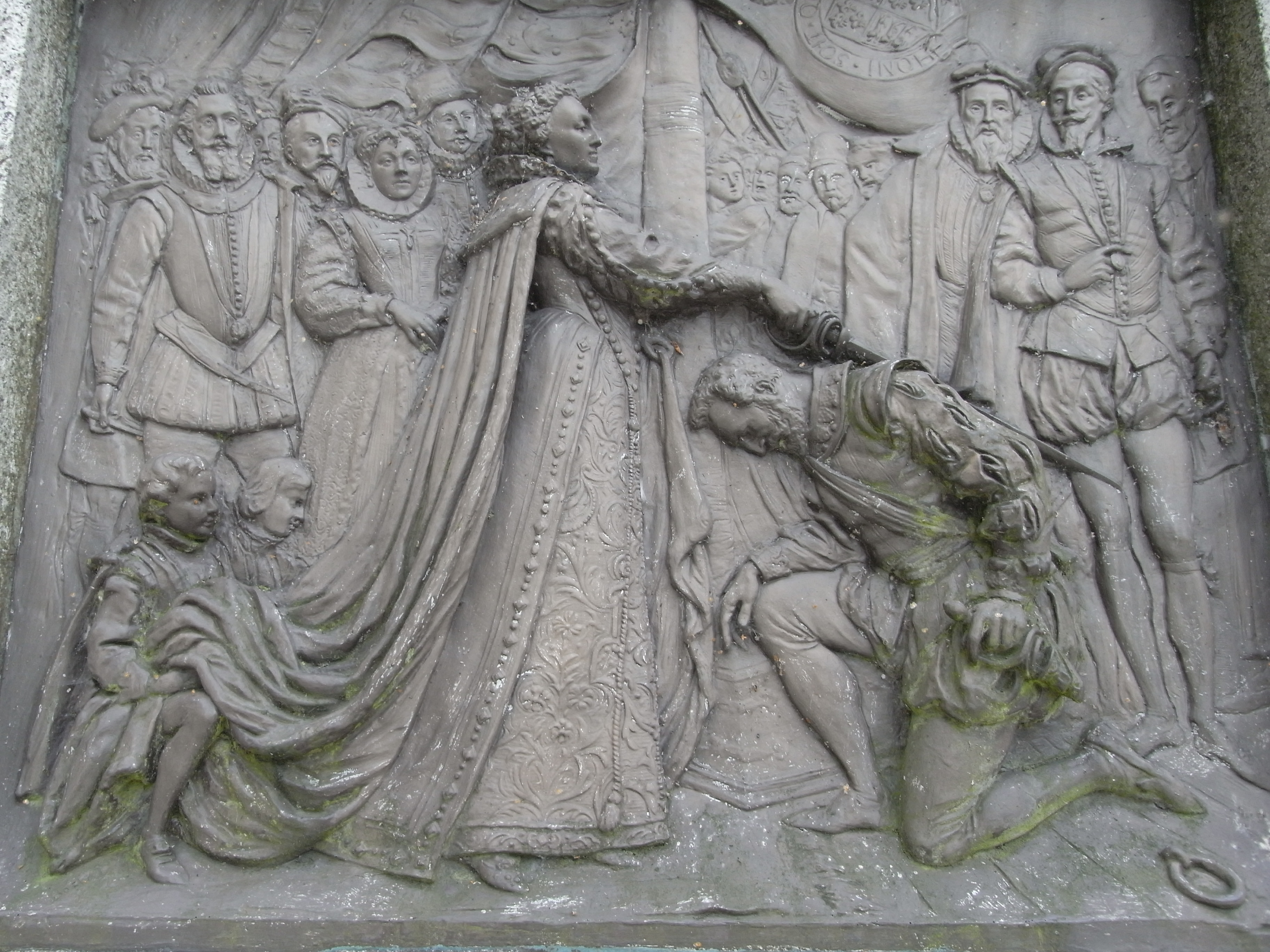
Drake primește rangul de cavaler de la regina Elisabeta. Placă de bronz de Joseph Boehm (1883), care se află la baza statui lui Drake, în Tavistock

În 4 aprilie 1581, Elisabeta I a Angliei a urcat la bordul vasului Golden Hind, care se afla la Depford și i-a cerut diplomatului francez monsieur Marchaumont să-l ridice la rangul de cavaler pe Drake; Marchaumont se afla în Anglia în vederea negocierilor căsătoriei reginei Elisabeta cu fratele regelui Franței, François, Duce de Anjou. Implicarea unui diplomat francez la înălțarea la rangul de cavaler a lui Drake, a dus la sprijinul politic implicit al francezilor față de acțiunile lui Drake. În timpul erei victoriene, din naționalism, istoricii au atribuit reginei ridicarea în rang a lui Drake. După ce a fost făcut cavaler, Drake a adoptat blazonul unei vechi familii din Devon, Drake of Ash lângă Musbury cu care pretindea că este înrudit. Capul familiei Drake, sir Bernard Drake (mort în 1586) și el un distins navigator, s-a opus vehement ca Drake să adopte blazonul familiei sale și să pretindă că face parte din familia sa. Regina Elisabeta pentru a calma spiritele, i-a acordat lui Francis Drake propriul blazon.

## Om politic
În septembrie 1581, Drake a devenit primar al orașului Plymouth și în același an a fost ales membru în Parlament pentru o circumscripție necunoscută (poate Camelford), apoi în 1584 a reprezentat Bossiney, iar în 1593 a reprezentat Plymouth.

## Buckland Abbey
În 1580, Drake a cumpărat Buckland Abbey, un conac mare în apropiere de Yelverton, în Devon și a trăit aici cincisprezece ani, până la ultima sa călătorie. Conacul a rămas în familie mai multe generații. Conservarea conacului Buckland Abbey, este astăzi în grija lui National Trust și multe aspecte ale vieții lui sunt conservate aici pentru vizitatori.

## Războiul anglo-spaniol 1585-1604
În 1585 a izbucnit războiul între Anglia și Spania. Drake a plecat în Lumea Nouă, a prădat portul Santo Domingo și a capturat Cartagena de Indias. În 6 iunie 1586, în timpul călătoriei de întoarcere, a atacat fortul spaniol San Augustin, în Florida spaniolă. Aceste atacuri l-au încurajat pe Filip al II-lea al Spaniei să planifice o invazie a Angliei.

### Raidul la Cádiz
Într-un atac preventiv, Drake "a pârlit barba regelui Spaniei" conducând o flotă în două din principalele porturi spaniole Cádiz și A Coruña pe care le-a ocupat. La Cadiz a distrus 37 de nave maritime și comerciale. Atacul a întârziat invazia spaniolă cu un an. Luna următoare, Drake a patrulat de-a lungul coastelor iberice între Lisabona și Capul Saint-Vincent, interceptând și distrugând navele de aprovizionare spaniole.

### Invincibila Armada

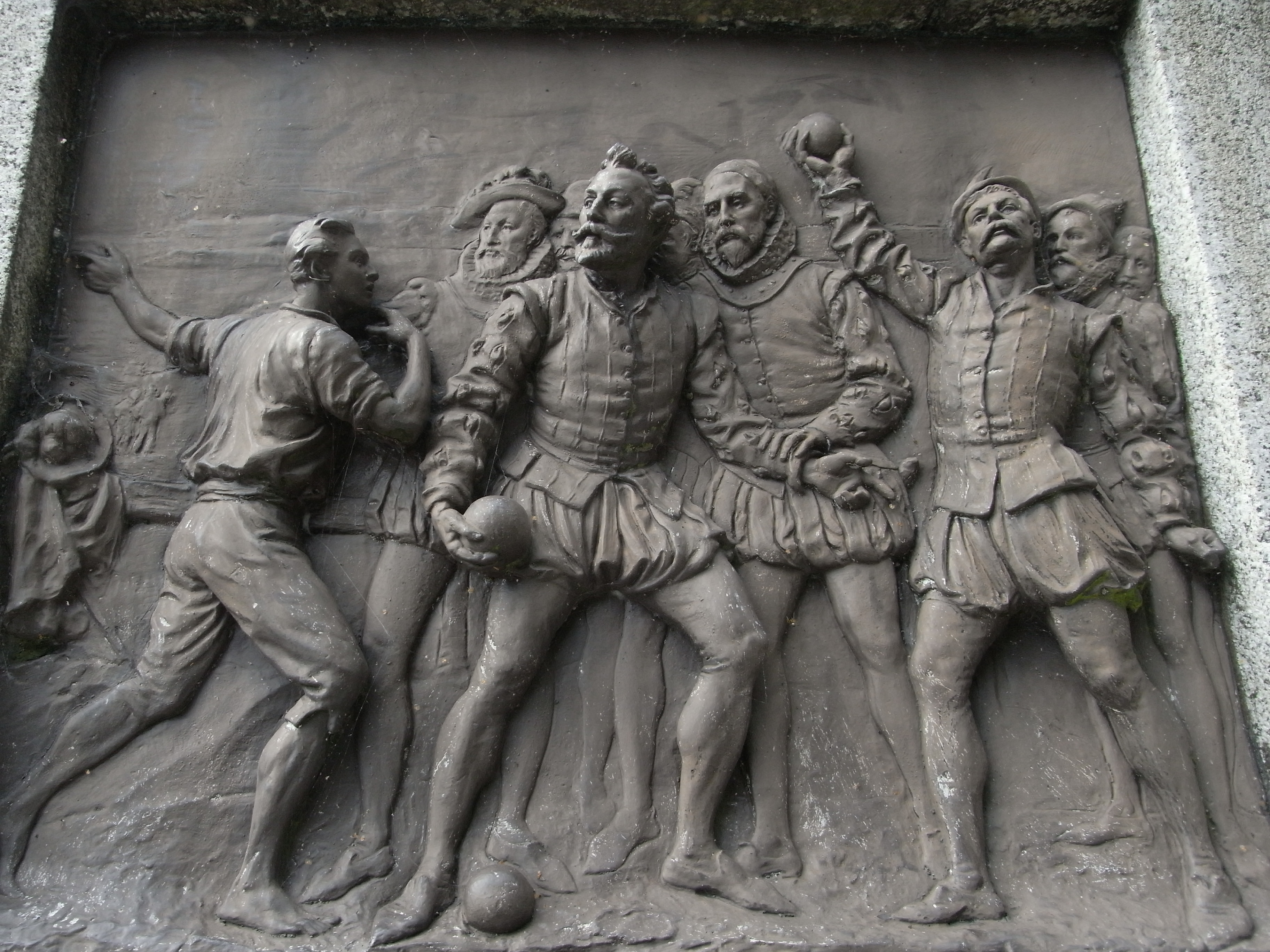
Drake jucând popice, este informat de apropierea Armadei Spaniole. Placă de bronz de Joseph Boehm, la baza statuii lui Drake din Tavistock, 1886

Drake a fost vice-amiral la comanda flotei engleze (sub ordinele Lordului Howard of Effingham) când englezii au învins Armada spaniolă în 1588. În timp ce flota engleză urmărea Armada în sus pe Canalul Mânecii, Drake a capturat galionul Rosario împreună cu căpitanul său Pedro de Valdés și echipajul său. Galionul transporta fondurile necesare pentru finanțarea armatei spaniole ce lupta în Țările de Jos; Drake a găsit 55000 de ducați de aur, ce reprezentau solda soldaților. În noaptea de 29 august, Drake împreună cu Howard a lansat un grup de nave în flăcări spre flota spaniolă, obligând-o să părăsească Calais, să se disperseze și să se îndrepte spre mare. A doua zi Drake a participat la bătălia de la Graveline împreună cu alți navigatori celebri din acea vreme: John Hawkins, Martin Frobisher, Walter Raleigh.
Cea mai celebră anecdotă despre Drake (dar probabil apocrifă), povestește că înainte de bătălie, Drake juca popice pe Plymouth Hoe. Avertizat că sosesc spaniolii, Drake a răspuns că are timp destul să-și termine jocul și să-i bată pe spanioli. Nu există nici o mărturie directă despre acest fapt și prima oară când a fost povestită a fost 37 de ani mai târziu. Vântul și curenții potrivnici au provocat întârzierea plecării flotei engleze, ceea ce a determinat probabil, acest mit despre purtarea cavalerească a lui Drake.

### Expediția Drake-Norris
În 1589, la un an după ce au învins Armada spaniolă, Drake și Sir John Norreis au primit trei sarcini. Prima sarcină era să distrugă navele rămase, a doua să-i spijine pe rebelii din Lisabona, Portugalia, care se opuneau lui Filip al II-lea (pe atunci rege al Spaniei și Portugaliei), iar a treia să cucerească Azorele dacă era posibil. Drake a distrus câteva nave în portul A Coruña, dar a suferit mari pierderi, ceea ce l-a întârziat și l-a forțat să renunțe la vânătoarea celorlalte vase spaniole ce se îndreptau spre Lisabona. 

## Ultimii ani

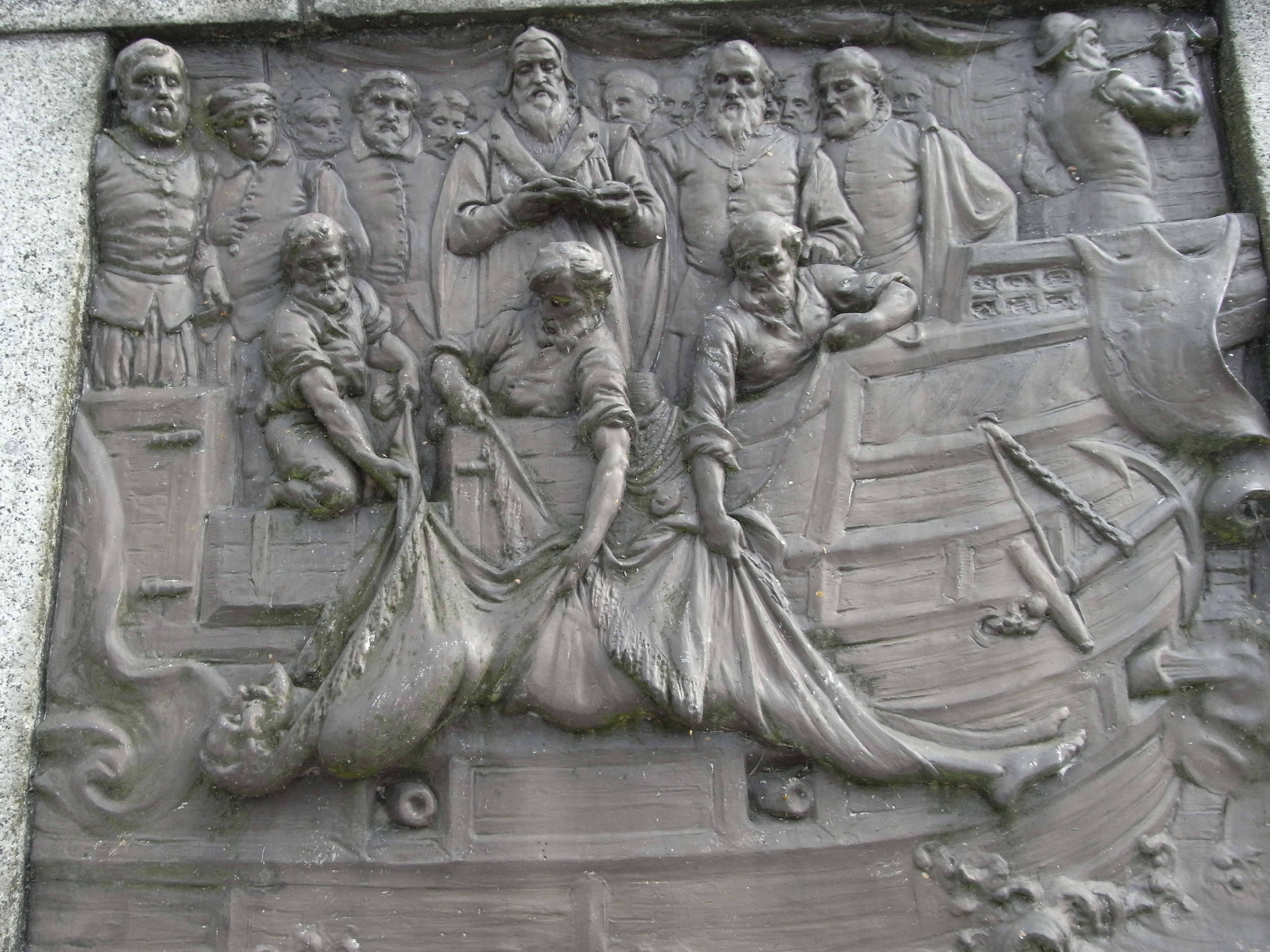
Înmormântarea lui Drake în mare la Portobelo. Placă de bronz de Joseph Boehm, la baza statuii lui Drake din Tavistock. 1883

Drake și-a continuat cariera de navigator și după ce a trecut de cincizeci de ani. În 1595 a eșuat în încercarea de a cuceri portul Las Palmas, iar după o campanie dezastruoasă împotriva Americii spaniole, unde a suferit o serie de înfrângeri, a atacat fără succes San Juan din Porto Rico și a pierdut bătălia de la San Juan. Tunarii de pe vasul spaniol El Morro Castle, au tras o ghiulea în cabina de pilot a lui Drake, dar acesta s-a salvat. Câteva săptămâni mai târziu, în ianuarie 1596, moare de dizenterie când avea aproximativ 55 de ani, în timp ce era ancorat în Portobelo, Panama, unde câteva galioane spaniole încărcate cu comori se refugiaseră. După moartea lui Drake, flota engleză s-a retras.
Înainte de a muri, Drake le-a cerut oamenilor săi să-l înmormânteze îmbrăcat în armura sa. El a fost înmormântat în mare, într-un sicriu de plumb, în apropiere de Portobelo.
"Oamenii de calitate nu l-au plăcut pentru că a ajuns atât de sus, provenind dintr-o familie modestă; restul au spus că el a fost cauza războaielor."- Gonzalo Gonzáles del Castillo într-o scrisoare adresată lui Filip al II-lea, 1592.

## Posteritate

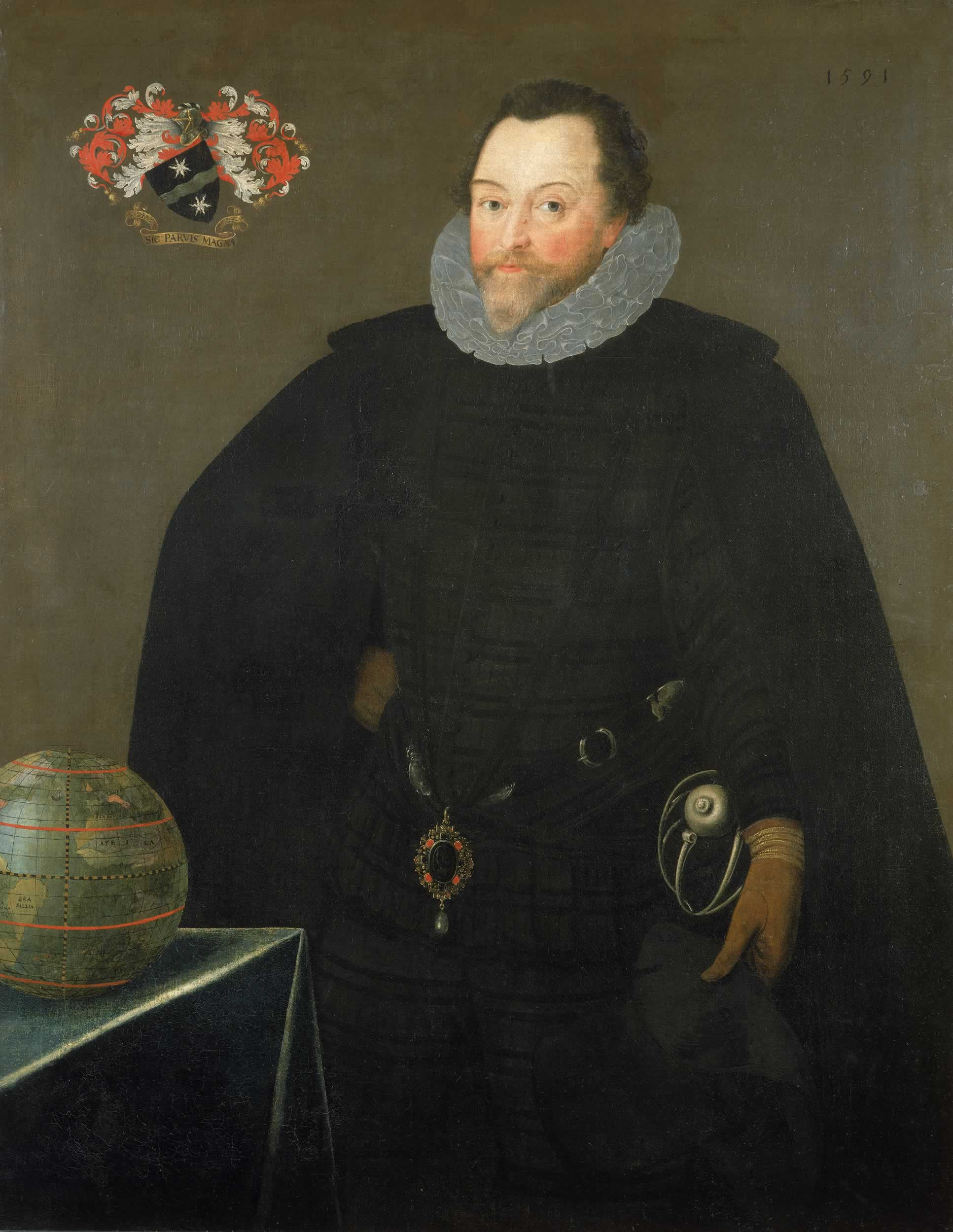
Francis Drake purtând Drake Jewell și blazonul său, portret de Gheeraerts cel Tânăr, 1591

În Marea Britanie multe locuri poartă numele lui Drake, în particular la Plymouth, Devon, unde se află baza navală HMS Drake și Insula lui Drake. Un sens giratoriu se numește Drake Circus și un mall în apropierea sensului giratoriu, are același nume. O reproducere a navei sale Golden Hind, se află pe Tamisa, la Londra și o alta, în portul Brixham. În Statele Unite în Marin County, California se află Drakes Bay, Sir Francis Drake Boulevard și liceul San Anselmo California. Un complex hotelier pe Union Square, în San Francisco, îi poartă de asemenea numele. În Insulele Virgine Britanice, se află canalul Sir Francis Drake.

## Controverse

### Negoțul cu sclavi

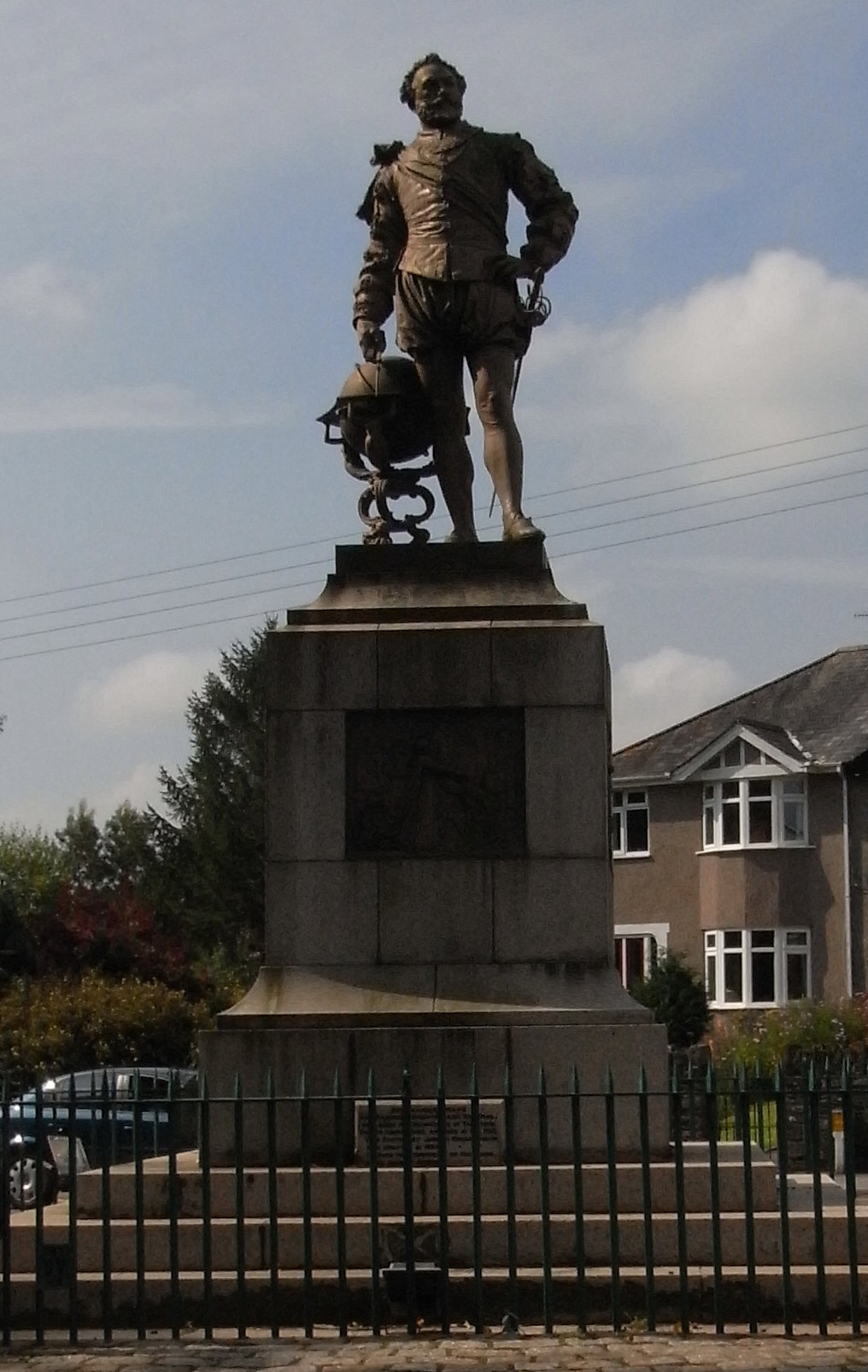
Statuie de bronz a lui Drake la Tavistock, de Joseph Boehm

La începutul carierei de navigator, Drake, împreună cu verișorul său John Hawkins, s-a ocupat și de comerțul cu sclavi. Împreună, au fost de mai multe ori în Africa occidentală unde   răpeau africanii, pentru a-i vinde mai târziu pe plantații. De multe ori au atacat satele și orașele africanilor sau navele portugheze care transportau sclavi. În general răpirea persoanelor și transportul forțat era socotită o infracțiune, de către sistemul juridic englez din aceea vreme, cu excepția sclavilor, a celor care nu erau protestanți și a criminalilor. În 1572, Drake a cunoscut un sclav fugar, Diego, în Nombre de Dios, pe care l-a purtat cu el în Anglia și care l-a însoțit și în călătoria sa în jurul lumii. Faptul că a avut în echipajul lui un fost sclav (poate primul african care a făcut înconjurul lumii), arată că Drake gândea altfel decât John Hawkins, pentru care sclavii nu erau oameni. Deși era "un copil al timpului său", Drake a avut un respect pronunțat pentru oamenii care aveau pielea de altă culoare, sau aparțineau unor culturi diverse.

### Conflictul din Caraibe
În timpul primilor ani ai carierei sale de neguțător de sclavi, Drake a avut o puternică antipatie față de spanioli. Se spune că această antipatie a crescut, datorită unui incident ce a avut loc la San Juan de Ulula în 1568, când Drake naviga cu flota verișorului său, John Hawkins. În timpul unor furtuni puternice, câteva nave au fost avariate și au ajuns cu mare dificultate la San Juan pentru aprovizionare și reparații. După câteva zile a ajuns în port o flotă spaniolă cu argint. La bordul uneia dintre nave se afla Martín Enríquez de Almansa, noul vicerege din Noua Spanie. Deși fusese concordat un "încetați focul", au fost atacați de navele de război spaniole.  După bătălia din 23 septembrie 1568, au reușit să se salveze doar două nave engleze, Minion și Judith. Ambele nave au ajuns în Anglia în ianuarie 1569, Drake reușise să se salveze la bordul lui Judith. Din cei 408 membrii ai echipajului englez, doar o mână de oameni au supraviețuit și au reușit să se întoarcă în Anglia cu Drake. Cei care nu au căzut în luptă, au fost luați prizonieri de către spanioli și dați pe mâna inchiziției spaniole, sau au murit în timpul călătoriei de foame și sete. Ajuns în Anglia a avut probleme cu John Hawkins din cauza pierderilor suferite și poate aceste evenimente au alimentat ura personală a lui Drake față de spanioli, de Filip al II-lea și în mod particular față de viceregele Martín Enríquez de Almansa. Episodul cel mai celebru al carierei lui Drake a fost capturarea transportului de aur și argint la Nombre de Dios, în martie 1573. A pus mâna pe o mare cantitate de aur și argint, dar a fost nevoit să ascundă o mare parte, pentru că navele sale nu puteau să transporte toată comoara, fiind prea grea.

### Irlanda
Drake nu a luat parte direct la masacrul din  Rathlin, din 1575, în care au fost uciși 600 de bărbați, femei și copii, după ce s-au predat. Drake era la comanda unei nave cu un echipaj de 25 de persoane. În timpul masacrului, el a avut misiunea să împiedice navele scoțienilor ce aduceau întăriri, să ajungă pe insulă. Misiunea sa în Irlanda, a luat sfârșit în septembrie 1575. În Irlanda l-a cunoscut pe Thomas Doughty, care va participa la "faimoasa călătorie" de circumnavigație.

### Execuția lui Thomas Doughty
În timpul călătoriei de circumnavigație, în 1578, Drake a avut mai multe conflicte verbale cu Thomas Doughty. În 3 iunie 1578, Doughty a fost acuzat de vrăjitorie, răzvrătire și trădare. Drake i-a negat dreptul la un proces în Anglia și Doughty a fost judecat la bordul navei. Principala probă împotriva sa, a fost mărturia lui Eduard Bright, tâmplarul navei, care în mod inexplicabil, după moartea lui Doughty a fost promovat la rangul de maestru al vasului Marigold. La sfârșitul procesului, Doughty a fost condamnat la moarte și Drake i-a acceptat dorința de a se împărtăși. Apoi au cinat împreună și preotul Francis Fletcher povestește acest fapt ciudat: Și, după acest ospăț sfânt, au cinat împreună la aceeași masă, veseli, dar sobri cum nu au mai făcut-o până atunci în viața lor, fiecare felicitându-l pe celălalt și bând în sănătatea celuilalt, ca și cum nimic n-ar fi fost. Doughty a fost decapitat în 2 iulie 1578.